# Горячий Ключ (Иркутский район)
Горя́чий Ключ — посёлок в Иркутском районе Иркутской области России. Входит в Ушаковское муниципальное образование.

## География
Расположен в 35 км к востоку от центра сельского поселения, села Пивовариха, по северной стороне Голоустненского тракта (региональная автодорога 25К-010 Иркутск — Большое Голоустное), на правом берегу реки Правая Ушаковка, при впадении в неё ручья Горячего.

## Население
| 2002 | 2010 | 2011 | 2012 |
| ---- | ---- | ---- | ---- |
| 778  | ↗864 | ↗870 | ↗880 |

## История

### Литовцы в Горячем Ключе
В 1948 году в Горячий Ключ были сосланы несколько семей литовцев. Здесь, а также в близлежащих посёлках Поливаниха и Сухая База, они работали на лесозаготовках, где несколько человек погибло. В 1953—1954 годах им было разрешено вернуться на родину.